# Зигфрид II фон Вестербург
Зигфрид II (VI) фон Вестербург (на немски: Siegfried II (VI) von Westerburg; * ок. 1279 във Вестербург; † 3 февруари 1315) е господар на Вестербург във Вестервалд.
Той е големият син на Хайнрих I фон Рункел-Вестербург, господар на Шаумбург и Шадек (* ок. 1245; † 5 юни 1288 в битката при Воринген) и съпругата му Агнес фон Изенбург-Лимбург (* ок. 1253; † сл. 1319), дъщеря на Герлах I фон Лимбург-Щаден († сл. 1289) и Имагина фон Близкастел († 1267).
Брат е на духовниците Райнхард († 1345), Вилихо († 1337, абат на Спонхайм), Йоханес († 1342), на Имагина († 1296), омъжена 1290 г. за граф граф Валрам фон Юлих(† 1297), на Агнес († 1339), омъжена за граф Хайнрих I фон Спонхайм-Кройцнах († 1310), и за граф Рупрехт III фон Вирнебург († 1352), на Елизабет († 1330) и на Катарина († 1336).
Роднина е на Зигфрид фон Вестербург († 1297), архиепископ на Кьолн (1274 – 1297). Чичо е на Йохан фон Вирнебург († 1371), архиепископ на Кьолн, епископ на Мюнстер и Утрехт (син на сестра му Агнес).

## Фамилия
Зигфрид II се жени за Аделхайд фон Бургзолмс († 9 юли 1332), дъщеря на Хайнрих III фон Золмс-Бургзолмс († 1314) и Лиза фон Изенбург-Лимбург († сл. 1328). Те имат децата:

- Райнхард I фон Вестербург († 1353), женен I. 1331 г. за Берта (Бехте) фон Фалкенщайн († 1342), II. 1343 г. за Кунигунда фон Меренберг († сл. 1360)
- Хайнрих († 1321)
- Имагина фон Вестербург († 1388), омъжена 1339 г. за граф Хайнрих I фон Насау-Байлщайн († 1380)